# Altmediterrane Sprachen
Altmediterrane Sprachen oder mediterrane Altsprachen nennt man Sprachen, die rings um das Mittelmeer fast ausschließlich in der ur- bzw. frühgeschichtlichen Zeit der jeweiligen Region gesprochen wurden. Dies umfasst einerseits die Sprachsituation vor der Dominanz des Griechischen, des Latein und des Arabischen in den entsprechenden Kolonien und Herrschaftsgebieten, andererseits für den nördlichen Bereich die alteuropäischen Sprachen vor der Ausbreitung des Indogermanischen. Eine linguistische Klassifikation dieser Sprachen ist damit nicht impliziert, weder als Sprachverwandtschaft untereinander, noch als Abgrenzung zu anderen.
Die einzigen heute noch aktiv gebrauchten Sprachen dieser Gruppe sind das Baskische und einige Berbersprachen.

## Allgemeines
Fast alle altmediterranen Sprachen verschwanden in der Antike. Einige der Sprachgruppen zählten zu den vor-indogermanischen Sprachen. Sie waren schon vor dem Eintreffen indoeuropäisch sprechender Bevölkerungsgruppen im Mittelmeerraum ansässig. Ein Teil gehörte, wie etwa das Phönizische oder das Ugaritische, zu den semitischen Sprachen.

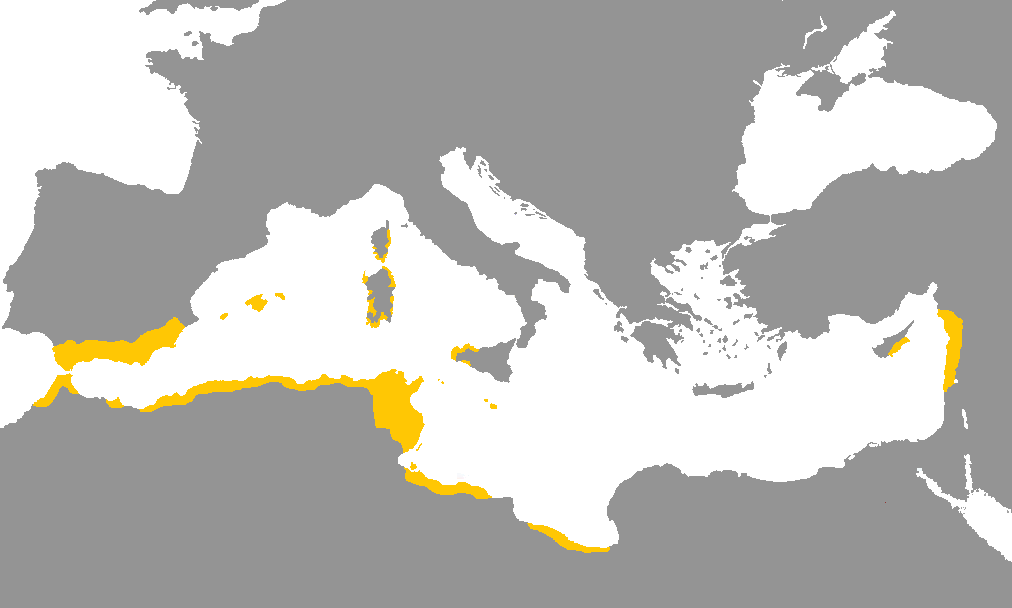
Verbreitung der phönizischen Sprache. Beispiel für eine semitische Sprache in der Gruppe der altmediterranen Sprachen, hier als gelbe Kontur dargestellt

Von einigen Sprachen gibt es schriftliche Überlieferungen, von anderen wiederum etliche Berichte in römischen und griechischen Quellen. Die Forschung der historischen Linguistik konnte einige Worte aus gegebene Ortsnamen und Substratwörter rekonstruieren.

## Geschichte
Nach Auffassung des Sprachwissenschaftlers Harald Haarmann gehen diese Sprachen auf die altsteinzeitlichen Bevölkerungen Europas zurück, was auch durch humangenetische Untersuchungen belegt wurde. So haben diese Bevölkerungsgruppen eine hohe Frequenz der Blutgruppe 0 und des negativen Rhesusfaktors. Dies sind Merkmale, die auch noch auf die heutige baskische Bevölkerung zutreffen.

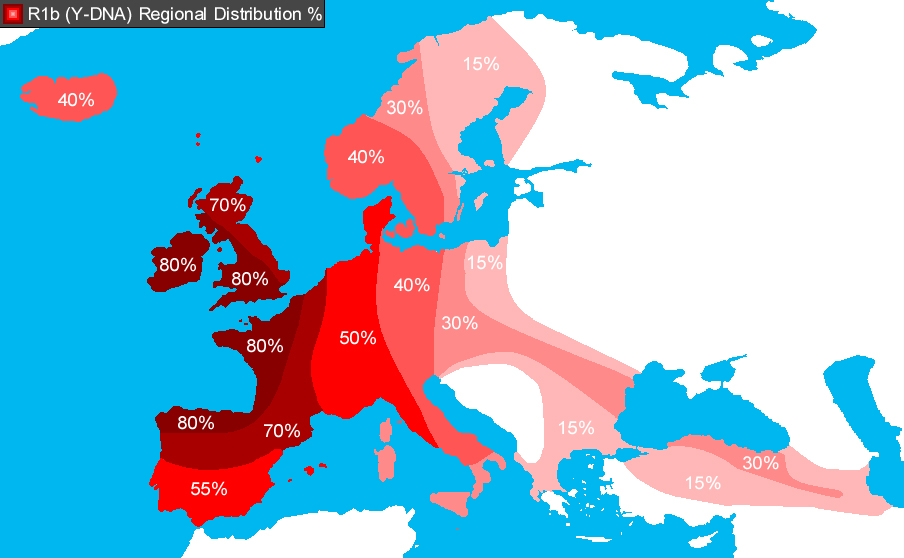
Verbreitung der Haplogruppe R1b (Y-DNA), in der rezenten, ansässigen Bevölkerung Westeuropas.

Darüber hinaus lässt sich eine bestimmte Haplogruppe des Y-Chromosoms, so die Haplogruppe R1b (Y-DNA), in ihrer größten Verbreitung in der rezenten Bevölkerung Westeuropas finden, und zwar im Süden von England mit etwa 70 %, im nördlichen und westlichen England, Wales, Schottland, Irland  mit bis zu über 90 %, in Spanien mit 70 %, in Frankreich mit 60 %.
In Portugal sind es über 50 %. Bei den Basken sind es 88,1 %. Letzterer Wert suggeriert, dass schon die verschiedenen alteuropäischen Stämme, die vor der Ankunft der Kelten in Westeuropa lebten, Träger von R1b waren. Die europäischen Varianten deuten auf einen Gründereffekt hin. In Europa sind mehrere Ereignisse einer Genkonversion aufgetreten.
Es existieren nur wenige Schriftdokumente der altmediterranen Sprachen. Deshalb können sie nur unzureichend rekonstruiert werden und es ist unbekannt, ob sie einer oder mehreren Sprachfamilien angehörten. Die Verwandtschaft einiger dieser Sprachen untereinander, wie etwa des Baskischen mit dem Iberischen, wurde und wird in der Wissenschaft diskutiert, hat sich aber nicht als Lehrmeinung durchsetzen können.
Die altmediterranen Sprachen wurden durch die Einwanderung von Indoeuropäern seit etwa 4400 v. Chr. in die Balkanregion und den Mittelmeerraum immer weiter zurückgedrängt. Aber noch zur Zeitenwende gab es rund um das Mittelmeer zahlreiche altmediterrane Sprachinseln. Fast alle dieser Sprachen erloschen in den ersten Jahrhunderten unserer Zeitrechnung, als die einfache Bevölkerung des Mittelmeerraumes ihre eigenen Sprachen nach der römischen Eroberung zugunsten des Lateins oder des Vulgärlateins und später der sich daraus entwickelnden romanischen Sprachen aufgaben. Nur das Baskische (Vaskonische Hypothese) wird bis heute von etwas weniger als einer Million Menschen gesprochen.
Diese Rekonstruktion setzt die Richtigkeit der Kurgan-Hypothese voraus, die in der Sprachwissenschaft eine große Akzeptanz erfährt, während in der Archäologie auch andere Hypothesen zum Ursprung der Indoeuropäer, wie die Anatolien-Hypothese, vertreten werden.

## Übersicht über die Altmediterranen Sprachen
- Tartessisch (Südspanien; Schriftzeugnisse aus der Periode zwischen dem 7. Jahrhundert v. Chr. bis um 200 v. Chr.)
- Iberisch (Ostspanien; schriftliche Überlieferung 5. bis zum 1. Jahrhundert v. Chr.)
- Aquitanisch (Nordspanien, Südwestfrankreich; schriftlos; untergegangen während der Spätantike; naher Verwandter oder Vorstufe des Baskischen)
- Baskisch (Baskenland, Nordspanien, Südwestfrankreich, wird bis heute gesprochen)
- Ligurisch (Nordwestitalien, Südostfrankreich; schriftlos; untergegangen während der Spätantike)
- Paläosardisch (Sardinien; schriftlos; untergegangen während der Spätantike)
- Camunisch (südliche Alpenregion; Inschriften aus dem 1. Jahrhundert v. Chr.)
- Nordpikenisch (Provinz Pesaro und Urbino; Inschriften aus dem 6. Jahrhundert v. Chr.)
- Rätisch (südliche Alpenregion; Inschriften ca. 500 bis 15 v. Chr.)
- Etruskisch (Toskana; Schriftzeugnisse 7.–1. Jahrhundert v. Chr.)
- Sikanisch (unsicher; zentrales und südwestliches Sizilien; nur sehr fragmentarisch überliefert; untergegangen während der Antike)
- Lemnisch (Lemnos; Schriftzeugnisse aus dem 6. Jahrhundert v. Chr.)
- Minoisch, jüngeres Stadium: Eteokretisch (Kreta; Schriftzeugnisse in Linear A von der Mitte des 3. Jahrtausends v. Chr. bis ins 12. Jahrhundert v. Chr., in Hieroglyphenschrift von ca. 2000 v. Chr. bis ins 16. Jahrhundert v. Chr.)
- Kypro-Minoisch, jüngeres Stadium: Eteokyprisch (Zypern; Schriftzeugnisse in Kypro-Minoischer Schrift und Levanto-Minoisch von ca. 1500 bis ins 12. Jahrhundert v. Chr.; Inschriften in Kyprisch-Syllabisch 11.–3. Jahrhundert v. Chr.)
- Philistisch (palästinische Küste; nur wenige potenzielle Schriftzeugnisse)
- Hattisch (Zentralanatolien; keine eigene Schrifttradition, aber in hethitischen Texten finden sich Einsprengsel in hattischer Sprache; im 15. Jahrhundert v. Chr. untergegangen)
- Hurritisch (nördliches Mesopotamien; Schrifttum 2230 – ca. 1200 v. Chr.; um 1000 v. Chr. untergegangen)
- Urartäisch (östliches Anatolien und südliche Kaukasusregion; Schriftzeugnisse ca. 850 v. Chr. – ca. 600 v. Chr.; noch vor der Zeitenwende untergegangen)
- Paläokorsisch (Korsika und Nordsardinien; schriftlos; untergegangen während der Spätantike; untergegangen während der Antike)
- Kaškäisch (Nordanatolien; schriftlos; im 8. Jahrhundert v. Chr. untergegangen)

Hurritisch und Urartäisch sind miteinander verwandt und bilden die hurro-urartäische Sprachfamilie. Des Weiteren wird eine Verwandtschaft zwischen Rätisch, Etruskisch und Lemnisch vermutet (siehe Tyrsenische Sprachen).
Nicht berücksichtigt werden in dieser Liste semitische, wie zum Beispiel die akkadische Sprache, verschiedene  kanaanäische Sprachen oder die aramäischen Sprachen und andere afro-asiatische Sprachen des Mittelmeerraumes in der Antike.